# João Leite Neto
João Leite Neto (Itaporanga, 17 de março de 1943 — Curitiba, 7 de novembro de 2023) foi um jornalista brasileiro.

## Carreira
Filho de delegado, passou a infância em Itaporanga e Itupeva, onde ficou até os 16 anos, após mudar-se com a família para São Paulo. Começou em 1961, aos 17 anos, no jornal Última Hora, passou por Diários Associados, Folha de S.Paulo e Edição Extra. Passou pelas Rádio Tupi, Rádio Marconi, Rádio Nacional, Rádio Bandeirantes e Rádio Capital, destacando-se sempre por seu estilo próprio e uma bela voz. Na TV, começou em 1970 na Rede Globo, sendo o primeiro repórter especial de São Paulo do Jornal Nacional, onde ficou até 1979.
Em 1997, assumiu o comando do programa Cidade Alerta na Rede Record, no lugar de Ney Gonçalves Dias, que foi para o SBT. Voltou à TV para a segunda fase do Aqui Agora no SBT em 2008.

## Vida política
Em 1978, a convite de Franco Montoro disputou as eleições pelo MDB, sendo eleito deputado estadual pelo estado de São Paulo. Ainda conciliava o cargo com a apresentação do programa na Rádio Capital. Foi também candidato ao Senado por duas vezes, na coligação com o PSDB, tendo obtido mais de 3 milhões de votos. Em 1994, pelo PFL, obteve 2 881 417 votos, ficando atrás de nomes como Luiza Erundina, Romeu Tuma e José Serra. Em 1998, deixou temporariamente a apresentação do Cidade Alerta para ser novamente candidato ao senado, agora pelo PTB, obtendo 6% dos votos mas não sendo eleito, terminando em terceiro lugar na disputa, atrás de Oscar Schmidt e Eduardo Suplicy. Durante o governo Mário Covas, foi presidente da Companhia de Seguros do Estado de SP.
Em 2002, disputou candidatura a deputado estadual, onde obteve 16.439 votos, ficando apenas como suplente.

## Morte
João Leite Neto morreu aos 80 anos no dia 7 de novembro de 2023 por complicações de um câncer. Seu falecimento foi confirmado pelo apresentador Ratinho em uma postagem no Instagram. Casado com a também jornalista Valéria do Amaral, João deixou 4 filhos, 8 netos e 1 bisneto.

## Trabalhos na televisão
| Ano            | Programa               | Emissora          |
| -------------- | ---------------------- | ----------------- |
| 1969-1979      | Jornal Nacional        | Rede Globo        |
| 1969-1979      | Fantástico             | Rede Globo        |
| 1969-1979      | Jornal Hoje            | Rede Globo        |
| 1980-1984      | 90 Minutos             | Rede Bandeirantes |
| 1980-1984      | Boa Noite Brasil       | Rede Bandeirantes |
| 1990           | Boletim de Ocorrências | Rede Record       |
| 1991-1997;2008 | Aqui Agora             | SBT               |
| 1997-2000      | Cidade Alerta          | Rede Record       |
| 2017           | Brasil Verdade         | RBTV              |
| 2021-2023      | Milk News              | Internet          |

### Histórico eleitoral
| Ano  | Cargo             | Local     | Partido | Votos     | %      | Situação   |
| ---- | ----------------- | --------- | ------- | --------- | ------ | ---------- |
| 1978 | Deputado Estadual | São Paulo | MDB     |           | —      | Eleito     |
| 1994 | Senador           | São Paulo | PFL     | 2 881 417 | 12,37% | Não eleito |
| 1998 | Senador           | São Paulo | PTB     | 2 300 545 | 14,77% | Não eleito |
| 2002 | Deputado estadual | São Paulo | PTB     | 16 439    | 0,1%   | Suplente   |